# Dietrich II. (Schlüchtern)
Dietrich II., eigentlich: Dietrich von Faulhaber († nach dem 29. Dezember 1443), war von 1398 bis 1436 Abt des Klosters Schlüchtern.
Bereits unter seinem Vorgänger, Wilhelm I., hatte sich das Kloster stark verschuldet, ein Phänomen, das beim Übergang von der Naturalwirtschaft auf die Geldwirtschaft auch bei vielen anderen Großgrundbesitzern in dieser Zeit zu beobachten war. Bei kirchlichen Institutionen kam hinzu, dass ihr wirtschaftlicher Niedergang mit einer Verweltlichung der Konventualen einherging und die Kirche insgesamt in eine Glaubwürdigkeitskrise geraten ließ, die letztendlich in die Reformation führte. Im Kloster Schlüchtern führte diese Krise zu einem heftigen Streit zwischen dem Konvent und dem Abt darüber, welche Einkünfte dem Konvent insgesamt und welche dem Abt alleine zustanden. 1413 war der Streit so weit eskaliert, dass beide Parteien Hilfe und Schlichtung von außen suchten, beim Diözesanbischof in Würzburg, Johann II. von Brunn, und dem Vogt des Klosters, Reinhard II. von Hanau. Die Schlichtung war nicht von Dauer. In den 1430er Jahren flammte der Konflikt erneut auf und dem Abt wurde nun auch vorgeworfen, seine religiösen Pflichten zu vernachlässigen. Auf Druck des inzwischen zum Grafen aufgestiegenen Reinhard II. musste Dietrich II. 1436 zurücktreten. Der Graf präsentierte dem Bischof auch gleich einen Nachfolger: Abt Johann II. Dietrich II. wurde mit einer großzügigen Pension und einem Wohnsitz auf einem Klosterhof in Marjoß ausgestattet. Er starb nach dem 29. Dezember 1443.